# Doktor (roman)
Doktor je partizanski roman Janeza Vipotnika iz leta 1982. 

## Vsebina
Glavni junak doktor, ki je hkrati pripovedovalec, je doktor prava in policijski inšpektor v okupirani Ljubljani, ki pod italijansko oblastjo med drugo svetovno vojno ilegalno dela za Osvobodilno fronto. Pripoved se začne z zaključnim prizorom, ko doktor pretepen leži na tleh ječe, potem ko so odkrili njegovo vohunsko dejavnost. Pripoved je iz njegovih spominov na čas pred zajetjem. Pred tremi leti se je zaljubil v Ančko, ki je bila poročena, vendar v zakonu ni bila srečna. Zahajala sta v gledališče, preden pa sta se lahko intimno zbližala, so jo kot komunistko prijeli policisti. Doktor ji je v zapor po sestri pošiljal pakete.  Kmalu je tudi sam prestopil na stran komunistov. Za vlogo agenta ga je nagovoril Kalan, eden izmed organizatorjev odpora. Dobil je vzdevek Lija. Dobivala sta se pod pretvezo, da se učita italijanščino. Vse zaupne policijske informacije je doktor sporočal Marku, ki je ukrepal naprej. Tako je rešil veliko upornih rojakov, ki bi jih okupator sicer interniral ali likvidiral. Doktor opisuje tudi zaslišanja in mučenja na policiji, ki jih ni mogel preprečiti. Policijskemu komisarju doktorja na zaslišanju izda planinski tovariš Žagar. Pripoved se konča z doktorjevim obešenjem, o njem poroča zapornik iz celice 8.

## Iz ocen
Avtor s svojim romanom poglablja eno najbolj občutljivih tem medvojne ljubljanske ilegale. V ospredje postavi tragično, etično občutljivo psiho Slovenca, ki je spoznal, da ni druge rešitve kot pomoč tistim, ki napovedujejo boljšo prihodnost. Zato je sporočilna vrednost tega novega Vipotnikovega romana v tem, da se mora človek dvigniti nad skrajnostne meje, ki ločujejo človeka od družbe, premagati v sebi slepila preživelih ideologij in se v zgodovinski areni, tudi za ceno največjih tveganj postaviti na stran, ki obračunava z nasilji, človeškimi, družbenimi, narodnostnimi. S svojim romanom, napisanim z živo sodobno obliko, je Janez Vipotnik uspešno prispeval k svoji pisateljski podobi, hkrati pa je podal poglobljeno sliko slovenske stvarnosti v zadnji vojni. 
Tragična balada junaka v zgodovinskem spopadu za narodov biti ali ne več biti je sklenjena, njegovo dejanje pa daleč presega svoj čas, je del skale, na kateri stoji današnja in jutrišnja slovenska država, kultura in civilizacija. (Franc Zadravec)
Značilne besede in krilatice, ki so nekakšni zgodbeni vzvodi, označujejo pripovedovani čas 1941-45, zgoščujejo njegovo zlo in upor proti temu zlu, so "strokovne" in politične: agent gestapa, denunciant, eksekutor, policijska ura, šef politične policije, okupator, karabinjer, Soldaten, atelje pri gestapu, führerjeva slika, rajh jemlje vrag, pendrek, celica, vešala/nacizem, fašizem, nacionalist, demonstracije, patriot, patriotizem, Osvobodilna fronta. (Franc Zadravec)
Treba je priznati, da si je Vipotnik izbral pomembno temo, ki mu je ponudila dovolj priložnosti in zgovoren primer za prikazovanje slovenskega intelektualca med vojno in revolucijo, za proces njegovega ozaveščanja, za njegovo trganje in od starih vrednot in za iz tega izvirajoče notranje stiske, za sprejemanje novega, v veliki meri neznanega, in nazadnje za njegovo ilegalno delo in s tem v zvezi za pripravljenost na žrtvovanje. (Jože Šifrer)
Vse v tem pripovedovanju kaže na to, da pisatelj natanko pozna ne samo razmere v tem času, ampak podrobneje tudi posamezne dogodke. Ve, kako je bilo podtalno gibanje organizirano, kakšne so bile metode njegovega delovanja in na kakšen način se je dalo prodirati v sovražnikove vrste. In iz tega poznavanja potem rasejo dogodki, za katere lahko verjamemo, da so se resnično tako dogajali, in ki so seveda povezani z doktorjevim obveščanjem. (Jože Šifrer)
Tako v romanu zvemo marsikaj novega o drznih atentatskih podvigih, posrečenih in tudi ponesrečenih, o nasprotnih okupatorjevih udarcih, o domačih izdajalcih, o bistroumnih prevarah, o mučenju in o izdajanju, skratka o mnogočem od tega, kar je vedno povezano s podtalnim in revolucionarnim delovanjem. (Jože Šifrer)
Vipotniku, pisatelju, ki sicer težko odmika od socrealističnega črno-belega razmejevanja, je vsakakor uspelo prepričljivo prikazati vse te strahote ...(Jože Šifrer)
V splošnem je Vipotnikov roman o doktorju - policistu, o resnični usodi nesrečenga dr. Vladimirja Kanteta dober roman; napisan je iz dobrega poznavanja snovi, iz osebnega odnosa do problema in iz nenarejene osebnoizpovedne potrebnosti. Poleg tega je poučnen, napet in razločno berljiv, kar naj bi bila še vedno pomembna lastnost dobre proze. (Jože Šifrer)

## Ocene romana
- Franc Zadravec. Slovenski roman 20. stoletja - Drugi analitični del in nekaj sintez. Murska Sobota, 2002. 57–61.
- Franček Bohanec. Doktor - 2. ponatis. Ljubljana, 1987.
- Jože Šifrer. Pisatelji in knjige. Maribor, 1988. 167–169.

## Ekranizacija in dramatizacija
- 1985 film Doktor, režija Vojko Duletič
- 1985 radijska igra, avtor Jadranka Tavčar